# Vasili Pinchuk
Vasili Andreyevich Pinchuk (tiếng Nga: Василий Андреевич Пинчук; sinh ngày 8 tháng 12 năm 1994) là một cầu thủ bóng đá người Nga. Anh thi đấu cho FSK Dolgoprudny.

## Sự nghiệp câu lạc bộ
Anh ra mắt chuyên nghiệp tại Giải bóng đá Quốc gia Nga cho F.K. Dynamo Sankt Peterburg vào ngày 19 tháng 7 năm 2014 trong trận đấu với FC Tyumen.
Anh thi đấu cho đội một của F.K. Kuban Krasnodar tại Cúp quốc gia Nga.